# Solenopsis subterranea
Solenopsis subterranea är en myrart som beskrevs av Mackay och Auguste Vinson 1989. Solenopsis subterranea ingår i släktet eldmyror, och familjen myror. Inga underarter finns listade i Catalogue of Life.

## Bildgalleri

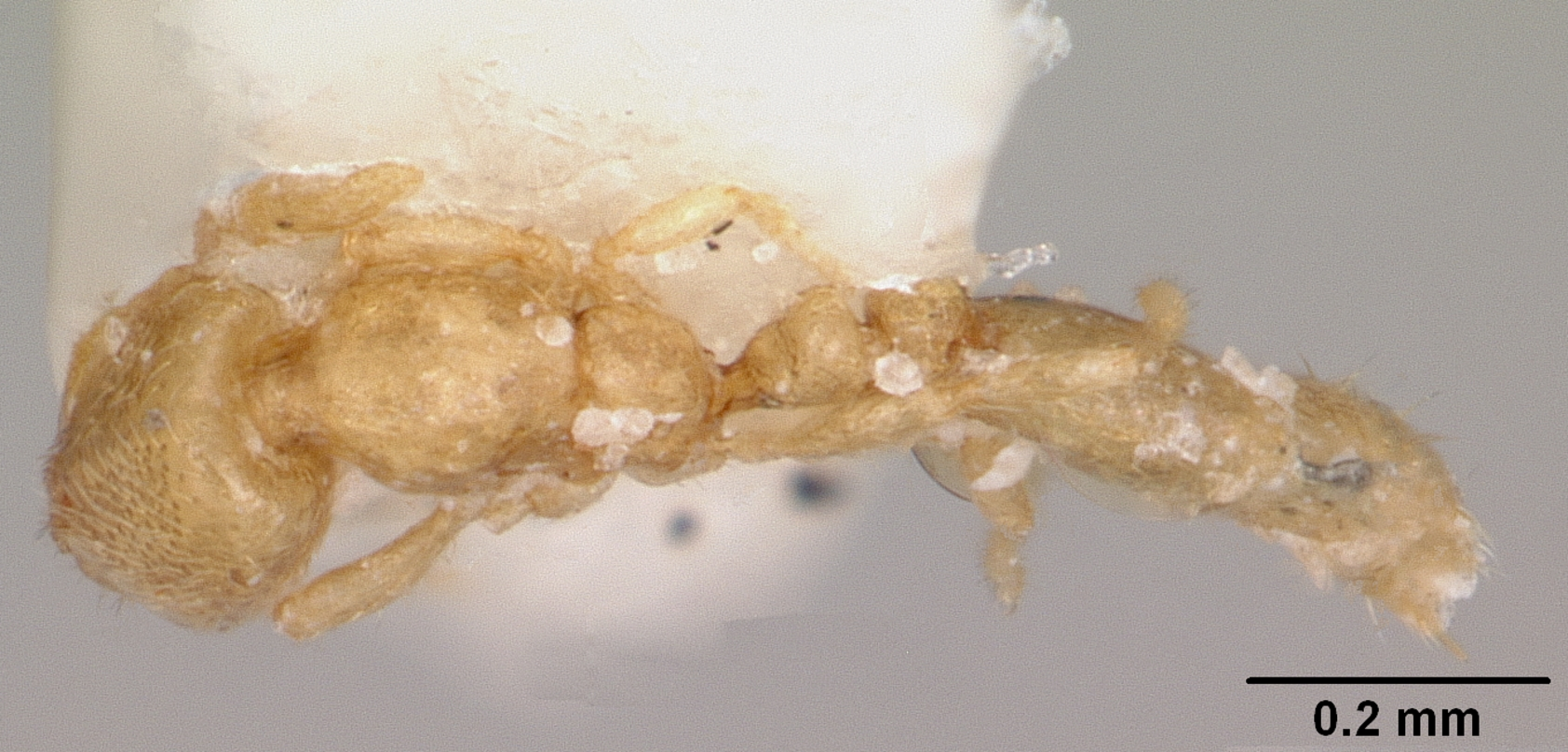
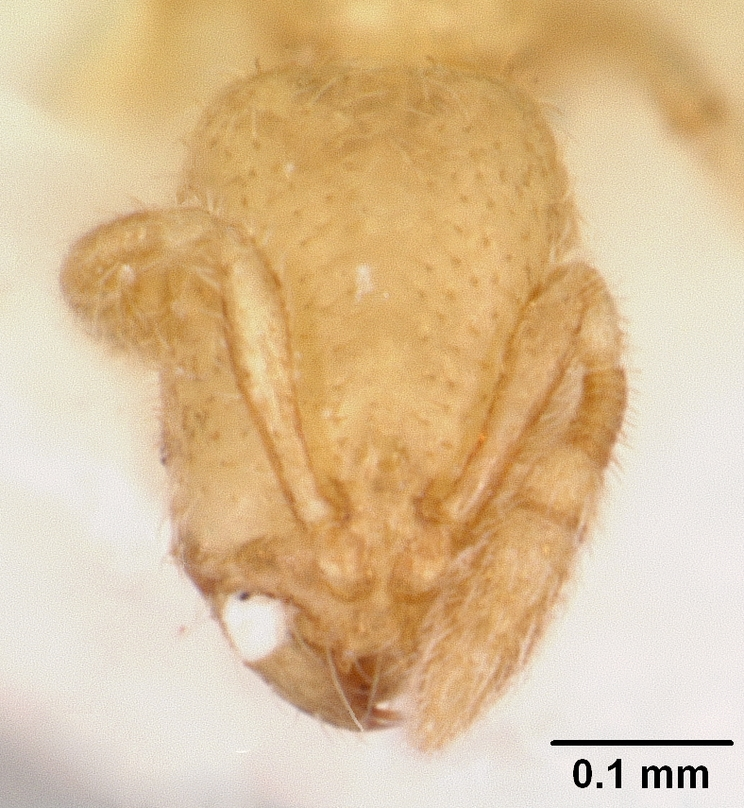
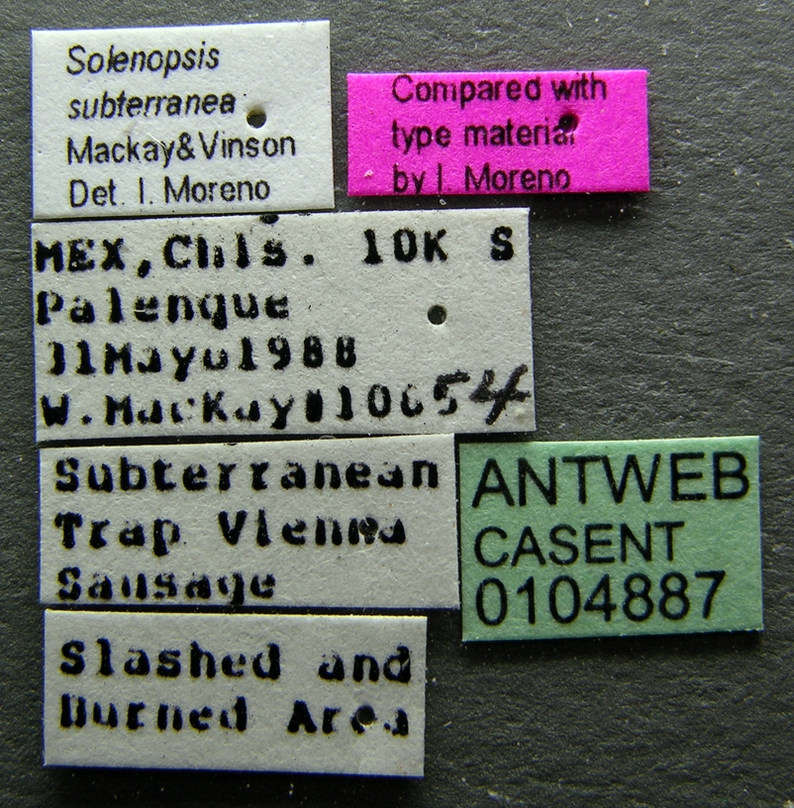
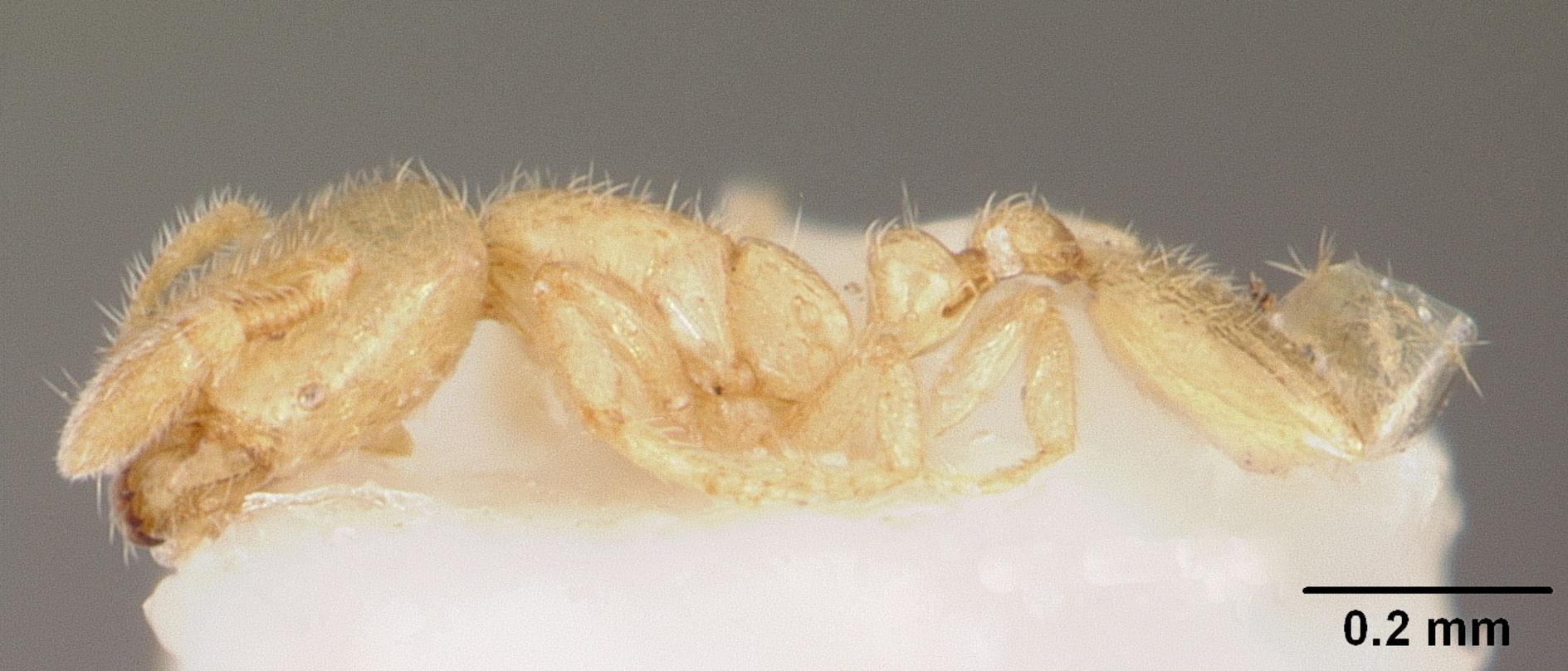